# Keith Murray

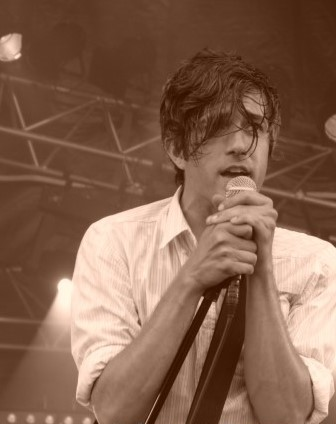

Keith Murray (10 de maio de 1977) é o líder, guitarrista e vocalista da banda nova-iorquina We Are Scientists.